# Guineas riksvapen
På Guineas riksvapen finns samma färger som i Guineas flagga. Vapnet visar en duva med en olivkvist i näbben – en symbol för freden. Geväret och svärdet symboliserar viljan till försvar av fosterlandet. Valspråket lyder: "Arbete, rättvisa, solidaritet".